# Cycle provocation-répression-mobilisation
Le cycle provocation-répression-mobilisation est un mécanisme décrit par les chercheurs en sciences sociales[Qui ?] depuis une cinquantaine d'années comme étant l'un des ressorts constatés lors des mouvements sociaux et parfois même leur origine, quand des groupes sociaux prennent appui sur la répression ou de ses excès pour réclamer en retour une mobilisation puis anticiper la prochaine vague du cycle en recourant de leur côté à l'art de provocation[source insuffisante].

## Histoire
En France, au cours de la période allant de 1919 au début des années 1930, le "cycle provocation-répression-mobilisation" va de plus en plus "contribuer à l'affirmation d'une identité de classe tout autant que les longs mouvements de grève et les affrontements successifs avec les forces de l'ordre", selon le politologue, historien et enseignant universitaire camerounais Achille Mbembe [réf. souhaitée].
Pendant la Seconde Guerre mondiale, les dirigeants de la France libre, dirigés par le général Charles de Gaulle souhaitent avant tout éviter un cycle provocation-répression-mobilisation qui aurait l'inconvénient d' exposer les populations civiles exposées à la puissance de l'occupant allemand et préfère "le travail opiniâtre d'une petite armée de volontaires de la guerre", les résistants, selon le journaliste spécialiste des services secrets
Rémi Kauffer.
Le "cycle provocation-répression-mobilisation" est pour la première fois décrit en France par des observateurs[Qui ?] contemporains du mouvement étudiant qui a précédé les événements de Mai 68[source insuffisante]. Les sociologues[Qui ?]  l'utilisent en général pour la journée du vendredi 3 mai 1968 au cours de laquelle les groupes gauchistes d'étudiants parviennent pour la première fois à élargir leur audience et réussir une mobilisation de rue importante, qui sera suivie dix jours après par la plus grosse mobilisation de Mai 68.
Le vendredi 3 mai 1968, l'Université de Nanterre étant fermée par ses autorités, les groupes d'étudiants se dirigent vers Paris et la faculté symbolique de la Sorbonne où quatre cents étudiants tiennent meeting, dans le calme et dans la cour, à l'appel de l'UNEF, le syndicat étudiant.
Vers 14 heures, des rumeurs d'une éventuelle attaque d'extrême droite, en la personne du groupuscule d'extrême-droite Occident (mouvement politique), électrisent l'atmosphère, ce qui déclenchent l'engrenage. Les étudiants occupent de force la Sorbonne. Le recteur de l'académie de Paris demande l'intervention des forces de police pour « rétablir l'ordre en expulsant les perturbateurs », décision qui sera par la suite critiquée en raison de ses conséquences. La Sorbonne est évacuée par une intervention musclée et, vers 17 heures, trois cents étudiants sont embarqués dans les cars de police. Très rapidement, des milliers de jeunes affluent aux alentours et ce sont les premiers accrochages avec les forces de l'ordre, disposées en nombre insuffisant mais ostentatoire autour de la Sorbonne. Le "cycle provocation-répression-mobilisation" s'enclenche. Alors que les rues ont été dépavées massivement pour ériger des barricades, la police réplique par des tirs tendus de grenades lacrymogènes et l'arrestation de 600 personnes parfois à l'aveuglette. De nombreux étudiants sont alors condamnés à des peines se voulant exemplaires mais parfois excessives, comme le reconnaîtra le préfet de police de Paris Maurice Grimaud, qui se ralliera à la gauche une douzaine d'années plus tard. Cette "répression" déclenche des manifestations à l'ampleur inégalée dans plusieurs villes de province.
Au cours des années 1970, le mouvement maoïste de la Gauche prolétarienne devient un spécialiste du cycle provocation-répression-mobilisation, qu'il s'applique à faire "évoluer au gré des rapports de forces", en pratiquant "la fétichisation de l'action exemplaire" susceptible de mettre l'opinion publique de son côté, comme lors du vol de produits de luxe dans l'épicerie Fauchon le 8 mai 1970, pour les redistribuer dans des bidonvilles.
Selon les chercheurs, il importe de prendre en compte l’émotion comme "une composante cruciale de la motivation individuelle et collective des groupes". Les travaux permettant de mieux cerner "les relations complexes entre protestation et répression" se sont appuyés sur l'étude du cas italien des années 1960 marqué par "la multiplication et la radicalisation des conflits sociaux et de la répression", en particulier lors d'une "phase ascendante de révolte" de 1966 à mi-1968 puis d'une phase de radicalisation des actions, de mi-1968 à 1972. En Italie, "sous l’effet de la répression, de nouvelles organisations fortement radicalisées se détachent des groupes réformistes qui rentrent dans le rang".
Une autre étude, menée sur les cas du Guatemala et du Salvador montre que lorsque la répression est pratiquée préventivement de façon routinière, la protestation a peu de chance de se développer, alors que dans les phases de montée en puissance des luttes, au contraire la répression semble ne pas dissuader pas la contestation mais au contraire la stimuler.
Dans son livre sur la naissance de Solidarność en Pologne, la sociologue Osa[réf. souhaitée] observe que les « réseaux d’opposition » qui se constituent à Poznań lors du mouvement de 1956, se replient dans la clandestinité, en raison de la répression écrasante, tout en se développant discrètement jusqu’à l'émergence de Solidarność. En 1980, la grève éclate à Gdańsk et essaime très rapidement, jusqu'à la reconnaissance du syndicat Solidarność. La renaissance du réseau d’organisations qui, vingt ans auparavant, avait mené la contestation n'est pas responsable de la grève de Gdansk, mais se retrouve rapidement en position de la saisir au bond